# Машгад-е Зольфабад
Машгад-е Зольфабад (перс. مشهدزلف اباد) — село в Ірані, у дегестані Фармагін, у Центральному бахші, шагрестані Фараган остану Марказі. За даними перепису 2006 року, його населення становило 133 особи, що проживали у складі 56 сімей.

## Клімат
Середня річна температура становить 12,50 °C, середня максимальна – 32,72 °C, а середня мінімальна – -11,41 °C. Середня річна кількість опадів – 265 мм.
| Клімат поселення                              | Клімат поселення | Клімат поселення | Клімат поселення | Клімат поселення | Клімат поселення | Клімат поселення | Клімат поселення | Клімат поселення | Клімат поселення | Клімат поселення | Клімат поселення | Клімат поселення | Клімат поселення |
| Показник                                      | Січ.             | Лют.             | Бер.             | Квіт.            | Трав.            | Черв.            | Лип.             | Серп.            | Вер.             | Жовт.            | Лист.            | Груд.            |                  |
| Середній максимум, °C                         | 7,69             | 10,50            | 15,58            | 20,67            | 24,94            | 31,98            | 32,72            | 31,48            | 27,18            | 21,35            | 14,57            | 8,48             |                  |
| Середня температура, °C                       | −1,85            | 0,97             | 6,03             | 11,13            | 15,40            | 22,44            | 26,06            | 24,83            | 20,54            | 14,70            | 7,94             | 1,84             |                  |
| Середній мінімум, °C                          | −11,41           | −8,59            | −3,5             | 1,58             | 5,85             | 12,89            | 19,43            | 18,18            | 13,90            | 8,07             | 1,29             | −4,8             |                  |
| Норма опадів, мм                              | 38               | 36               | 47               | 35               | 30               | 4                | 1                | 1                | 0                | 10               | 25               | 38               |                  |
| Середньомісячна швидкість вітру, м/с          | 2.00             | 2.00             | 2.76             | 3.05             | 2.78             | 2.50             | 2.56             | 2.45             | 2.35             | 2.19             | 1.87             | 1.50             |                  |
| Середньомісячна сонячна радіація, кДж/м²·день | 8993             | 12355            | 14791            | 18235            | 22203            | 26812            | 25965            | 23972            | 20791            | 15380            | 10886            | 8865             |                  |
| --------------------------------------------- | ---------------- | ---------------- | ---------------- | ---------------- | ---------------- | ---------------- | ---------------- | ---------------- | ---------------- | ---------------- | ---------------- | ---------------- | ---------------- |
| Джерело:                                      |                  |                  |                  |                  |                  |                  |                  |                  |                  |                  |                  |                  |                  |